# Un magico Natale (film 2011)
Un magico Natale (Christmas Magic) è un film per la televisione del 2011 diretto da John Bradshaw con protagonista Lindy Booth. Trasmesso in prima TV Italia da Premium Mya, Canale 5 e La5.

## Trama
Carrie Bishop è un'organizzatrice di eventi di successo e vive a New York. La sua vita cambia quando viene coinvolta in un incidente d'auto. Henry, uno spirito guida che è lì per istruire il suo modo di andare in cielo, le spiega che per andare avanti deve svolgere un compito per il proprietario di un ristorante, il vedovo Scott Walker, il cui locale sta andando male.